# Xã Logan Center, Quận Grand Forks, Bắc Dakota
Xã Logan Center (tiếng Anh: Logan Center Township) là một xã thuộc quận Grand Forks, tiểu bang Bắc Dakota, Hoa Kỳ. Năm 2010, dân số của xã này là 44 người.